# Municipio de Jefferson (condado de Noble, Ohio)
El municipio de Jefferson (en inglés: Jefferson Township) es un municipio ubicado en el condado de Noble en el estado estadounidense de Ohio. En el año 2010 tenía una población de 281 habitantes y una densidad poblacional de 4,57 personas por km².

## Geografía
El municipio de Jefferson se encuentra ubicado en las coordenadas 39°38′23″N 81°23′29″O / 39.63972, -81.39139. Según la Oficina del Censo de los Estados Unidos, el municipio tiene una superficie total de 61.54 km², de la cual 61,25 km² corresponden a tierra firme y (0,47 %) 0,29 km² es agua.

## Demografía
Según el censo de 2010, había 281 personas residiendo en el municipio de Jefferson. La densidad de población era de 4,57 hab./km². De los 281 habitantes, el municipio de Jefferson estaba compuesto por el 99,29 % blancos, el 0,36 % eran isleños del Pacífico y el 0,36 % eran de una mezcla de razas. Del total de la población el 0 % eran hispanos o latinos de cualquier raza.